# 土地審裁處

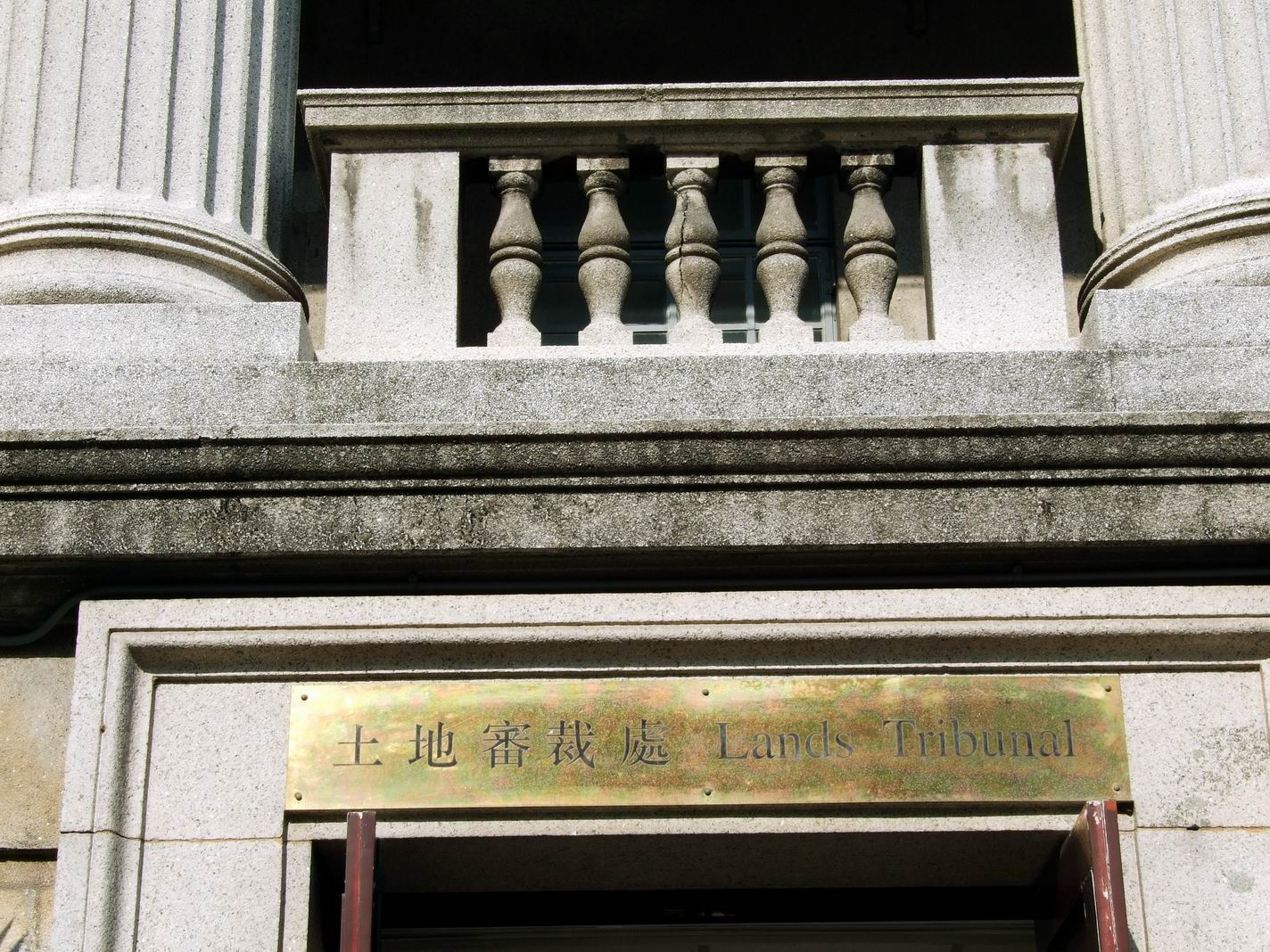
位於舊南九龍裁判法院的土地審裁處

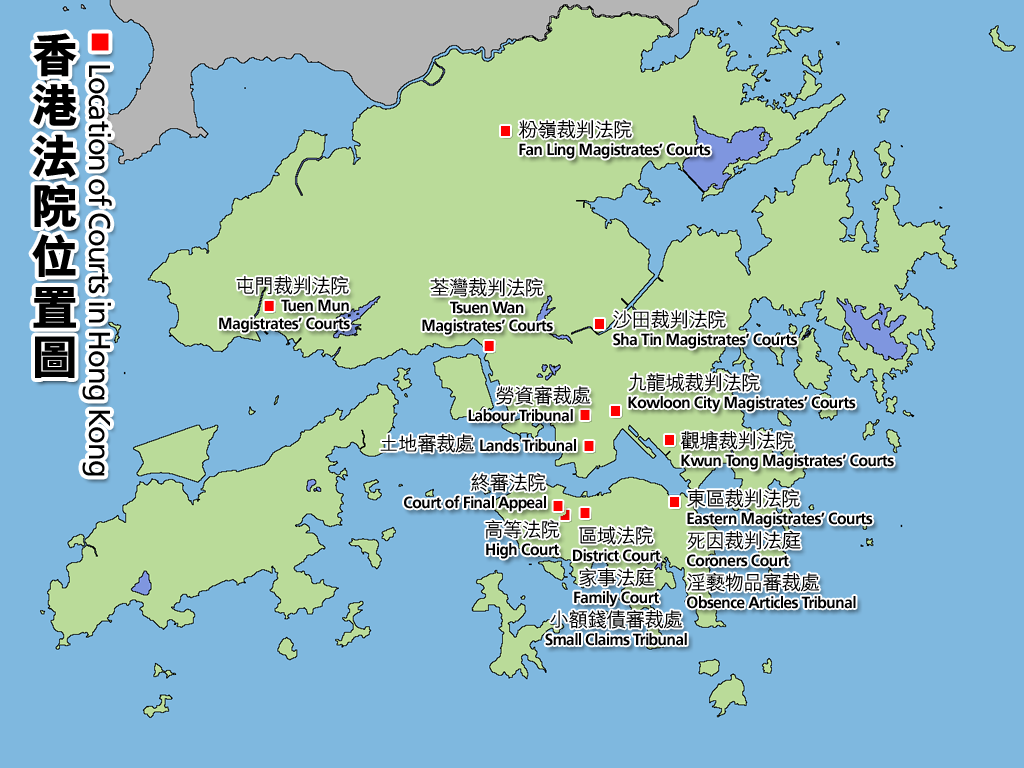
香港各級法院位置圖

土地審裁處（英語：Lands Tribunal，案号代码LD）是具備原訟和上訴的司法管轄權的香港司法機構，位於九龍京士柏加士居道38號（即前南九龍裁判法院舊翼）。

## 歷史及概述
土地審裁處前身為租務審裁處（Tenancy Tribunal），1982年改為現稱。現時主要審理有關建築物及土地發展的申索及裁定上訴的案件。在給予補償方面，土地審裁處與高等法院原訟法庭具同等權力，可以釐定租金及賠償金額，而且金額是不設上限。與訴各方均可聘請律師出庭。土地審裁處的上訴案件會轉往香港高等法院上訴法庭。
現任土地審裁處庭長是高等法院原訟法庭陳江耀法官。

## 功能
香港土地審裁處的四項主要司法功能：
- 發出收樓令及相關的補償命令；
- 釐定政府或他人就土地受發展影響而被強制收回或貶值所應付的賠償金額；
- 審理對差餉物業估價署署長及房屋署署長決定所提出的上訴，並作出裁決；
- 審理建築物管理事宜及《建築物管理條例》內指明的糾紛，並作出裁決。

## 外部連結
- 香港司法機構- 土地審裁處 （页面存档备份，存于）